# Micrasterias pinnatifida
Micrasterias pinnatifida là một loài Song tinh tảo trong họ Desmidiaceae, thuộc chi Micrasterias.